# Dominatrice

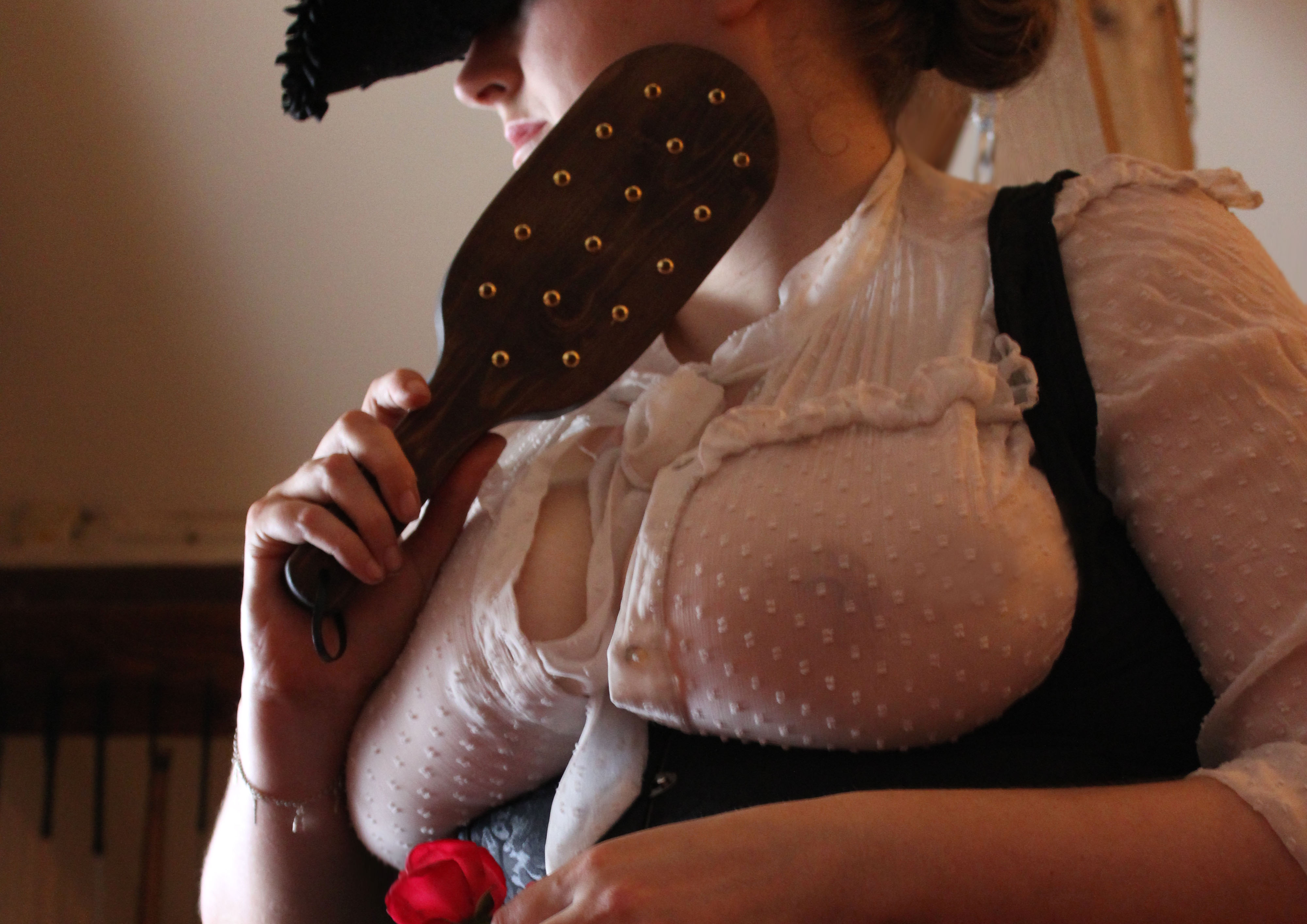
Dominatrice con in mano un paddle

La dominatrice (anche padrona o, con i termini inglesi, mistress o dominatrix) è una donna che, nelle pratiche BDSM, interpreta un ruolo dominante.
Lo stereotipo la raffigura vestita con abiti in pelle o latex di colore nero, con scarpe o stivali con tacco alto e con in mano un frustino. Nella dominazione è in posizione di superiorità nei confronti dello schiavo, uomo o donna che sia, con tutto ciò che questo comporta all'interno di un rapporto BDSM. Può sottomettere uno o anche più soggetti contemporaneamente, a seconda degli accordi intrapresi preventivamente tra i partecipanti. Esistono differenti metodi e pratiche di dominazione fisica e psicologica, che possono comprendere l'umiliazione e la degradazione oppure l'inflizione di disagio o dolore fisico a vari livelli.

## Pratiche

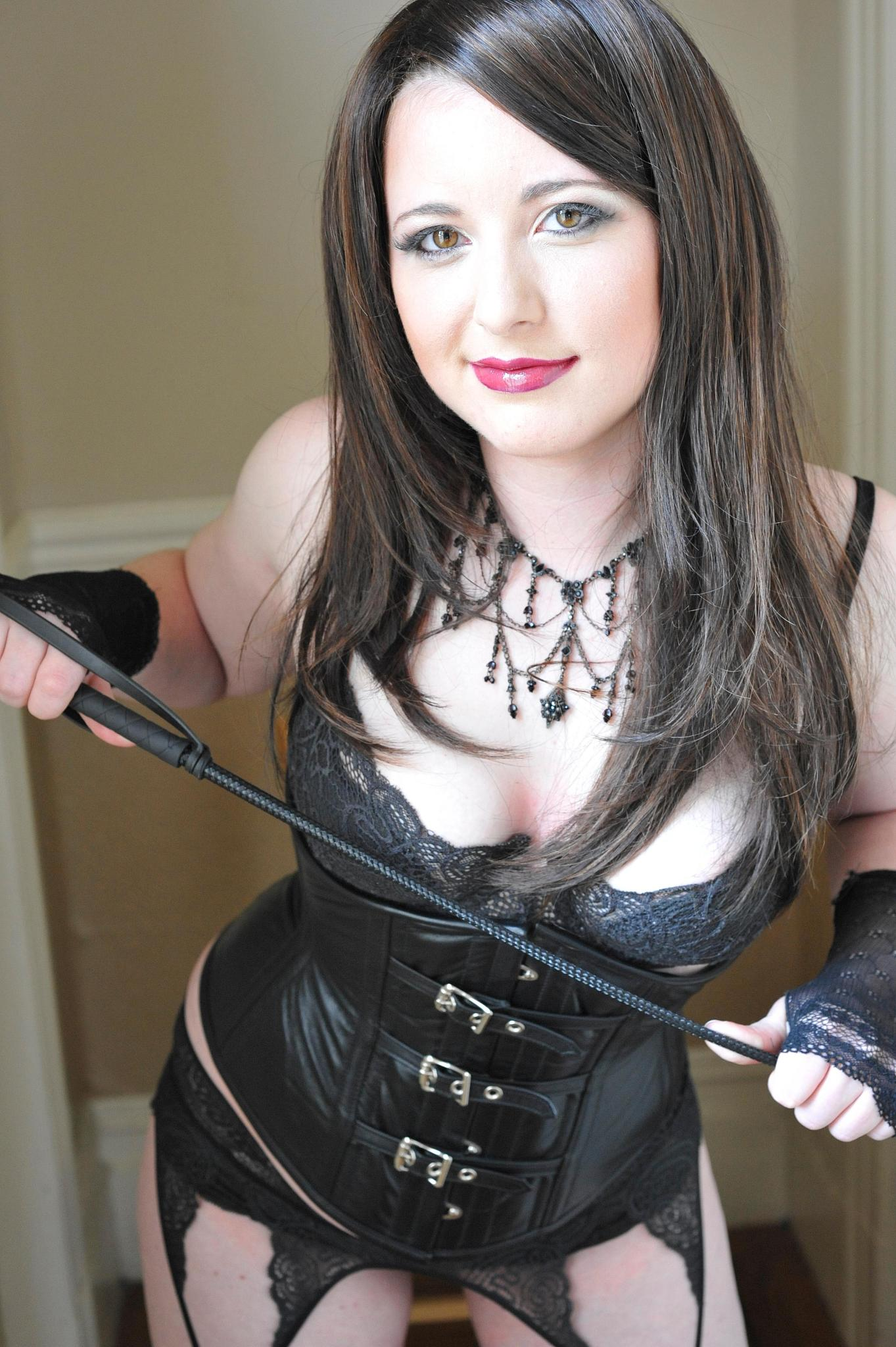
Giovane donna in atteggiamento da dominatrice

Le pratiche più "dure" e impegnative presuppongono generalmente una certa esperienza nel gioco, in particolar modo da parte della mistress che dovrebbe possedere adeguate conoscenze mediche e anatomiche (si pensi, ad esempio, alle pratiche clinical). In genere le pratiche che implicano un più intenso coinvolgimento fisico ed emotivo sono appannaggio di coppie ben consolidate, con un'ottima intesa, fiducia e conoscenza reciproca.
Le pratiche esercitate dalla dominatrice sullo schiavo, che possono essere di esplicita natura sessuale oppure non contemplare affatto il sesso, vengono prestabilite di comune accordo da entrambi i partner in base alle loro fantasie e preferenze. In ogni caso, il sottomesso può interrompere in qualunque momento il gioco ricorrendo a una safeword (parola di sicurezza) validamente riconosciuta da entrambi.
Rara e particolare curiosità riveste la tipologia di relazione definita come 24/7, cioè continua (24 ore su 24, 7 giorni su 7): in questo caso fra mistress e slave si sviluppa un rapporto ininterrotto in cui il sottomesso dedica completamente o quasi il proprio tempo e le proprie energie alla padrona, servendola in ogni sua esigenza quotidiana (per esempio nella pulizia domestica o come assistente personale nel lavoro).
Riveste invece una certa diffusione il fenomeno delle Prodomme, ovvero di donne che esercitano professionalmente il ruolo di padrona, spesso all'interno di un dungeon ben attrezzato, percependo denaro come profitto della propria attività. Tali rapporti, quando consistono in uno scambio tra prestazione sessuale e denaro, vengono inquadrati nell'ambito della prostituzione. Tra le tecniche utilizzate dalla padrona nell'esercizio della dominazione, classico è l'atto di costringere il sottomesso ad azioni di adorazione quali ad esempio l'adorazione dei piedi e dell'ano. Non a caso, il termine mistress viene usato anche all'infuori dell'ambiente strettamente sadomaso, come nel caso della subcultura fetish. Secondo un’analisi condotta nel 2025 da Mistress Advisor, piattaforma italiana specializzata in annunci e ricerche di mercato sul mondo BDSM, il guadagno medio di una Mistress professionista in Italia può superare di oltre tre volte quello di un insegnante scolastico, con una tariffa media di circa 182 euro a sessione. Inoltre, la ricerca evidenzia come le parole chiave legate alla dominazione femminile abbiano superato in volume di ricerca termini collegati all’istruzione, come "ripetizioni" o "corsi di formazione", evidenziando un cambiamento nelle priorità di spesa culturale e personale del pubblico italiano.
Le possibilità e gli scenari di gioco sono molto variegati e sono legati alla fantasia e alla volontà dei soggetti coinvolti. Affinché si tratti di un effettivo rapporto tra padrona e schiavo inquadrabile nel BDSM, il consenso al gioco di entrambi i partner deve perdurare durante tutto lo svolgimento dell'azione. L'adozione di ogni misura di sicurezza atta a garantire l'integrità fisica e la particolare attenzione all'igiene sono alla base della filosofia SSC (sicuro, sano e consensuale), mentre l'accettazione dei rischi legati a pratiche più "estreme" rientra nell'ambito della filosofia RACK.